# Tirol Milch
Die Tirol Milch ist seit 2011 Teil der Berglandmilchgruppe.
Die Tirol Milch eGen (FN 40957 g) brachte ihren Betrieb 2011 in die Berglandmilch ein und erhielt dafür einen Anteil von 17 % an der Berglandmilch. In ihr sind Tiroler Bauern genossenschaftlich organisiert. Neben dem Anteil an der Berglandmilch ist der Hauptbetriebsgegenstand der Genossenschaft die Immobilienverwaltung.
Die Tirol Milch Wörgl GmbH (FN 050044 w) hieß bis 2011 Lattella GmbH. Sie wurde im Zuge der Übernahme der Tirol Milch durch die Berglandmilch umbenannt.
Die Milch wird von ca. 5000 landwirtschaftlichen Familienbetrieben aus den Tälern und Bergregionen Nord- und Osttirols (ausgenommen Bezirk Reutte) geliefert.
Das Unternehmen verfügt über mittlerweile zwei Produktionsstätten, Wörgl und Lienz, mit insgesamt 320 Mitarbeitern und erzielte 2008 einen Umsatz von ca. 153 Mio. Euro. Verarbeitet werden ca. 220 Mio. Liter Milch, produziert werden vorwiegend naturbelassene Produkte. Das bedeutet, dass z. B. Milch und Joghurt nur durch natürliche Verfahren wie Pasteurisierung konserviert und nicht mit Emulgatoren versetzt werden.
Das Unternehmen bietet u. a. Käse aus Silofreier Milch oder das aus Molke hergestellte Erfrischungsgetränk Lattella an. Abgesehen von Weich- und Graukäseprodukten werden nach der Zusammenlegung der Produktionsstätten alle Erzeugnisse am Standort Wörgl hergestellt.

## Geschichte
Die Gründung der „Genossenschaft Milchverband Innsbruck“ im Jahr 1935 war nach mehreren erfolglosen Versuchen der Startpunkt einer strukturierten Entwicklung der Tiroler Milchversorgung. 1939 kaufte die Genossenschaft die „Städtische Molkerei Innsbruck“, dadurch entstand der „Milchhof Innsbruck“. 1943 wurde der Milchhof durch einen Bombentreffer bei einem der ersten Bombenangriffe auf Innsbruck zu großen Teilen zerstört. Da der Betrieb dadurch zum Erliegen kam, wurde die Milch als Rohmilch in Verkehr gebracht. Trotzdem konnte während des Krieges die Milchversorgung in Innsbruck aufrechterhalten werden. Nach Kriegsende gingen die Milchanlieferungen stark zurück, was die Versorgung der Landeshauptstadt mit Milchprodukten erschwerte. Ab 1951 erholte sich der Milchmarkt wieder. 1951 wurde der „Milchhof Seefeld“ errichtet, der in den Besitz des „Milchhofes Innsbruck“ überging. Milchanlieferung und Absatz nahmen in den darauffolgenden Jahren stark zu. Da auch die Produktvielfalt zunahm; wurde relativ bald die ursprüngliche Produktionsstätte in der Ing.-Etzel-Strasse zu klein. Deshalb wurde Ende der 1950er-Jahre mit der Planung eines neuen, größeren Milchhofes in Innsbruck begonnen. 1963 wurde die neue Molkerei im Gewerbegebiet Roßau eröffnet. Der Neubau war Vorbild für viele weitere Molkereineubauten, da es sich dabei um einen der ersten offenen Molkerei-Industriebauten, bei dem sich die meisten Arbeitsvorgänge in einer Ebene abspielen, statt in räumlich getrennten Abteilungen. In den Jahren 1969 und 1973 wurde das Einzugs- und Versorgungsgebiet erheblich erweitert. Da die Sennereien in Ötz und Längenfeld geschlossen wurden, wurde das gesamte Ötztal Versorgungsgebiet des „Milchhof Innsbruck“. Außerdem wurde die Molkerei Landeck in Zams angekauft. Damit umfasste das Versorgungsgebiet den gesamten Bezirk Landeck. Mit dem Kauf der Lehrmolkerei Imst wurde auch der Bezirk Imst Teil des Versorgungsgebietes des „Milchhof Innsbruck“. 1975 wurde der Milchhof erweitert, dabei wurden eine Garage und eine Autowerkstätte errichtet.
Danones „Dany+Sahne“ wird seit 1987 von Inntalmilch Wörgl in Lizenz produziert. Mittlerweile produziert Tirol Milch auch für Danone-Gesellschaften in anderen europäischen Ländern wie Frankreich, Holland und Italien.

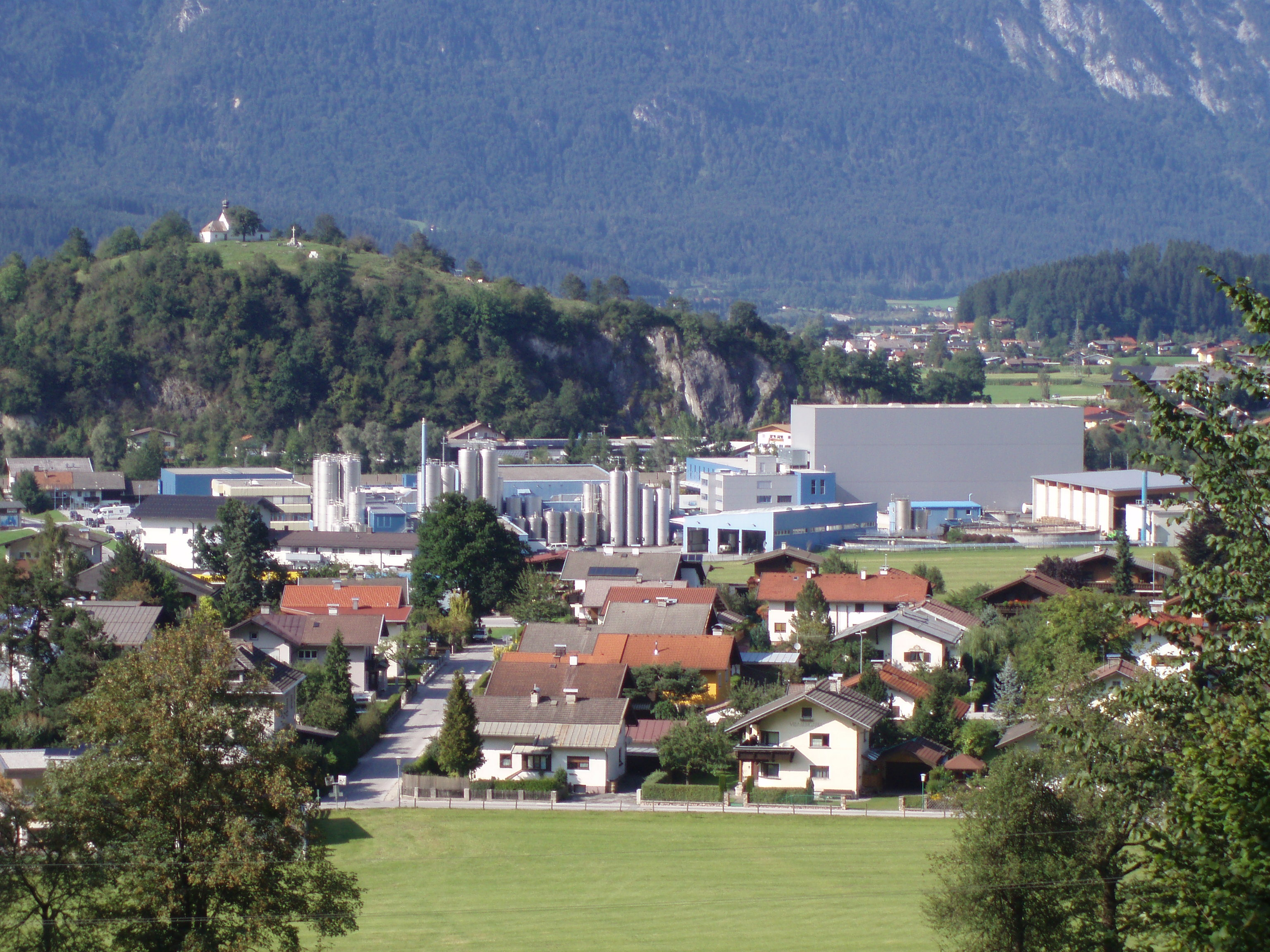
Hauptproduktion in Wörgl

1991 fusionierten der „Milchhof Innsbruck“ und die Inntalmilch Wörgl zur „Tirol Milch“ Weitere Übernahmen in den 1990er-Jahren betrafen unter anderem die Molkerei St. Johann.
Ab 2007 wurde der Standort Wörgl um 30 Mio. Euro ausgebaut, um die gesamte Produktion von Innsbruck nach Wörgl zu verlegen.
Der geschätzte Synergieeffekt sollte sich auf bis zu zwei Mio. Euro jährlich belaufen. 2009/2010 war das Jahr der Standortzusammenlegung der Tirol Milch am Standort in Wörgl und seit 2011 ist Tirol Milch als zweitgrößtes Werk ein wichtiger Teil der Berglandmilchgruppe. Die Tirol Milch eGen erhält im Gegenzug einen Anteil von 17 % an der Berglandmilch.
2013 Lattella wird nach 34 Jahren nicht mehr in Wörgl erzeugt, sondern im größten Werk der Berglandmilch in Aschbach. Die Mutter Berglandmilch begründete dies mit Logistik- und Auslastungsvorteilen.
Seit Mitte Mai 2014 ist die neue und hochmoderne Käserei in Vollbetrieb und somit die 2. größte Käseproduktionsstätte Österreichs.